# Крезиловый фиолетовый
Крези́ловый фиоле́товый — органическое соединение с химической формулой C19H18ClN3O, основный оксазиновый краситель. Коричнево-зелёный порошок, плохо растворимый в воде и спирте. Используется в микроскопии для биологических исследований и прижизненного окрашивания.
Синонимы: Brilliantkresylviolett, cresyl fast violet, cresyl violet, Kresylechtviolett, Kresylviolett.

## Свойства
Порошок из тёмных зелёно-коричневых кристаллов. Имеет молярную массу 339,82 г/моль. Плохо растворим в воде (0,38 г / 100 г при 26° C), этиловом спирте, трихлорметане.
Максимум поглощения раствора красителя λmax = 592 нм.

## Применение
Используется в микробиологии для гистологических, бактериологических и ботанических исследований.
Для гистохимических окрасок, выявляющих кислые липиды, крезиловый фиолетовый добавляют в 5% раствор винной кислоты.
Пригоден для витального окрашивания крови, а также нервной и опухолевых тканей.